# سیارک ۷۰۷۷
سیارک ۷۰۷۷ (به انگلیسی: 7077 Shermanschultz، نامگذاری:1982VZ) هفت هزار و هفتاد و هفتمین سیارک کشف شده‌است که در ۱۵ نوامبر ۱۹۸۲ کشف شد.
قدر مطلق سیارک برابر ۱۲٫۷۰ است.